# Os Amores de Carmen
Os Amores de Carmen (em inglês:  The Loves of Carmen) é um filme norte-americano de 1948, do gênero aventura, dirigido por Charles Vidor e estrelado por Rita Hayworth e Glenn Ford.

## Produção
The Loves of Carmen é baseado na novela "Carmen" (1845), de Prosper Mérimée. Essa obra é sempre associada à ópera homônima, de Georges Bizet; o filme, porém, não traz a música desse compositor, pois a trilha sonora é assinada pelo italiano Mario Castelnuovo-Tedesco.
A produção é da Beckworth Corporation, empresa da estrela Rita Hayworth, o que explica a participação de vários de seus parentes: seu pai, Eduardo Cansino, foi assistente na coreografia de dois sensuais números de dança; seu tio José apareceu como um dançarino e o irmão Vernon surgiu como extra.
A escalação de Glenn Ford tem sido vista como um equívoco,pois ele estaria fora de seu elemento. O autor de "The Columbia Story" foi mais incisivo: segundo ele, a presença de Ford foi "um erro monumental, de que o filme nunca se recuperou".
O roteiro, também criticado por falta de inspiração e de novos ângulos, em determinada altura faz, estranhamente, uma referência ao personagem de Glenn Ford já ter feito parte de uma certa "Gay Police"...
A "gloriosa", "deslumbrante" fotografia em Technicolor recebeu uma indicação ao Oscar.
Esta seria a vigésima adaptação cinematográfica da tragédia de Mérimée, a primeira tendo sido uma versão espanhola de 1910. Até à data de publicação de "The Columbia Story", o autor anotou outras cinco, inclusive uma de Jean-Luc Godard, Prénom Carmen (1983).

## Sinopse
Carmen é uma cigana que trabalha em uma fábrica de cigarros. Sensual e desinibida, ela exerce um tremendo fascínio nos homens que cruzam seu caminho, levando-os à ruína. Certo dia, depois de uma altercação nas ruas, o belo oficial Don José recebe a missão de prendê-la, mas cai em sua teia. Apaixonado, renuncia a tudo para seguir Carmen e seu bando de contrabandistas. Só muito tarde ele percebe que ela está condenada a destruir a si mesma e a seus amantes.

## Premiações
| Patrocinador                                  | Prêmio | Categoria                    | Situação |
| --------------------------------------------- | ------ | ---------------------------- | -------- |
| Academia de Artes e Ciências Cinematográficas | Oscar  | Melhor Fotografia (em cores) | Indicado |

## Elenco
| Ator/Atriz        | Personagem |
| ----------------- | ---------- |
| Rita Hayworth     | Carmen     |
| Glenn Ford        | Don José   |
| Ron Randell       | Andrés     |
| Victor Jory       | Garcia     |
| Luther Adler      | Dancaire   |
| Arnold Moss       | Coronel    |
| Joseph Buloff     | Remendado  |
| Margaret Wycherly | Velhota    |
| Bernard Nedell    | Pablo      |
| John Baragrey     | Lucas      |